# Eurycea latitans
Eurycea latitans é um anfíbio caudado da família Plethodontidae endémica dos Estados Unidos da América.